# KELT-4Ab
KELT-4Ab é um planeta extrassolar que orbita em torno de KELT-4A, uma estrela que faz parte de um sistema estelar triplo localizada a cerca de 685 anos-luz (210 pc) de distância a partir da Terra, na constelação de Leo.
 O planeta foi descoberto pelo Kilodegree Extremely Little Telescope (KELT).

## Características
O exoplaneta foi descoberto através do método de trânsito e é um Júpiter quente. É o quarto planeta que orbita uma estrela em um sistema similar a este, um dos outros foi Gliese 667 Cc. Como KELT-4A é a hospedeira mais brilhante (V~10) de um Júpiter quente em um sistema estelar triplo encontrada até agora, os pesquisadores acreditam que ele pode ser útil no aprendizagem sobre planetas inflados.